# مبادئ الإيمان اليهودية

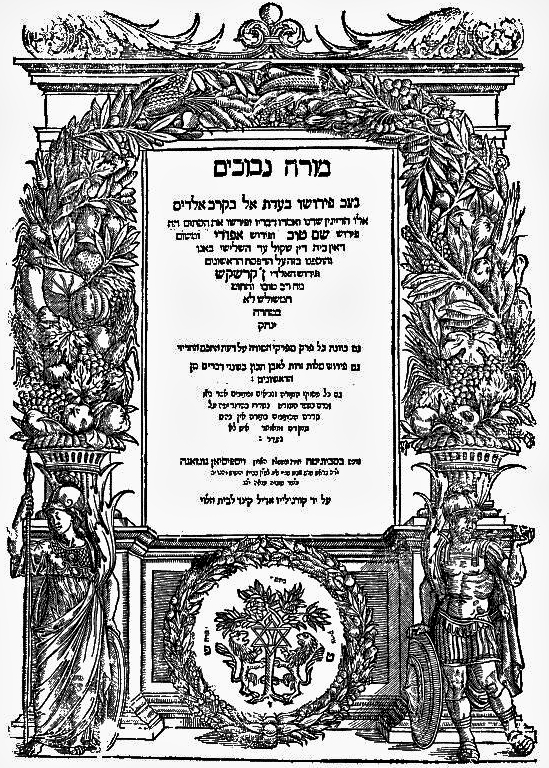

لإيمان اليهودية / العقيدة اليهودية . لم تتفق كل طوائف اليهودية على صياغة موحدة لمبادئ الإيمان اليهودي. لا تنصر السلطة المركزية في اليهودية في أي إنسان أو مجموعة، ومع أن السنهدرين (أي المحكمة اليهودية العليا) ستقوم بهذا المقام عندما يعاد تأسيسها، تتمثل السلطة حتى ذلك الحين في النصوص المقدسة والأحكام والتقاليد.

### الله في اليهودية
تؤكد بعض طوائف اليهودية على وجود الله ووحدانيته، وتشدد على اتباع الوصايا والأحكام إلى جانب الاعتقاد بنظام عقديّ صارم. وخلافًا لبعض الأديان كالنصرانية التي تتطلب تعريفًا صريحًا للإله، فإن اليهودية لا تطلب من المرء إلا أن يقدس إلهًا واحدًا من خلال صراع مستمر مع كلام الله (التوراة والتي يلقبه اليهود بلقب ''ابنة الله'') والالتزام بالوصايا

### ابناء اللهفي اليهودية
في الكتاب المقدس العبري (العهد القديم)، يُشار إلى الملائكة، الذين يشتركون في طبيعة الله السماوية والروحية على أنهم "أبناء الله" وكذلك يطلقه اليهود تسمية ابناء الله على أي شخص تقيّ كما هو واضح بحسب الموسوعة اليهودية التي تنص على أن لقب ابن الله يطلقه اليهود "على كل من وضعت تقواه عليه" له في علاقة بنوية مع الله وايضا يتم وصف بني إسرائيل على أنهم "أبناء الرب وخصص مجموعة من اليهود لقب ابن الله على عزير

### اليهودية الأرثوذكسية
تؤكد اليهودية الأرثوذكسية على عدد من المبادئ في برامجها التعليمية، أهمها الإيمان بإله واحد عليم مطلق لا حد له، خلق الكون ولم يزل يحكمه. تحافظ اليهودية التقليدية على أن الله أسس عهدًا مع اليهود في جبل سيناء، وأوحى بشرائعه وبستمئة وثلاث عشرة وصية في التوراة المكتوبة والشفهية. في اليهودية الحاخامية، تتألف التوراة من التوراة المكتوبة (البنتاتوك) وتراث شرعي شفهي، كُتب بعد ذلك في كتب مقدسة (التوراة والمشنا).

### الشريعة اليهودية
تقليديًّا، يرتبط الالتزام باليهودية بدراسة التوراة ومراعاة أحكامها ووصاياها. في اليهودية الأصولية، لا تتغير التوراة ولا الشريعة اليهودية مطلقًا، ولكن مجال التفسير مفتوح. وتعدّ دراسة الشريعة وفهمها من وصايا الدين اليهودي.

### الإيمان في اليهودية
إن أفضل مقابل لكلمة faith بالإنجليزية، كما في تعبير principles of faith هو مفهوم إيموناه (الإيمان) في اليهودية. هذا المصطلح العبري يترجم عادة إلى الإيمان بالله أو الثقة به، ولكن معناه الأدقّ «قناعة داخلية، شعور بالحقيقة التي لا يبلغها العقل». يمكن تعزيز الإيمان بالحكمة والمعرفة والفهم وتعلم النصوص الدينية اليهودية. ولكن الإيمان ليس مبنيًّا ببساطة على العقل المحض، ولكنه في الوقت نفسه ليس معارضًا للعقل ولا مخالفًا له.

### سلطات الحاخامية
صاغت بعض السلطات الحاخامية في القرون الوسطى عددًا من المبادئ الإيمانية. واعتبرت هذه المبادئ الأسس الداخلية لقبول اليهودية والالتزام بها.

## مفهوم الله

### التوحيد
تقوم اليهودية على توحيد صارم، وإيمان بإله واحد فرد بسيط لا ينقسم. تبين صلاة شمع يسرائيل (اسمعي إسرائيل) الطبيعة التوحيدية لليهودية: «اسمعي إسرائيل: الله ربنا، الله واحد».
«ترفض اليهودية بصرامة أي مفهوم جمعيّ للإله»، فهي ترفض صراحةً تعدد الآلهة والثنوية والتثليث، وهذه المفاهيم «لا تتوافق مع التوحيد الذي تفهمه اليهودية». طالما ذُكرت وحدانية الله في التراث اليهودي. وفي المقالة الثانية من مقالات موسى بن ميمون الثلاث عشرة، كتب: «هذا الإله واحد، ليس اثنين ولا أكثر من اثنين، إنما هو واحد وحدته غير كل وحدة أخرى. فليست وحدته مثل وحدة الجنس الذي يحتوي عددًا من الأنواع. ولا وحدته مثل وحدة الجسم المتكون من الأبعاد. بل هو واحد فليس له ثانٍ في الوجود كله.» (ياد، ييسود ها توراه 1:7).
في التراث اليهودي، ينظَر إلى الثنوية والتثليث على أنهما شرك (شيتوف)، وهي آراء خاطئة، ولكنها غير وثنية، حسب التراث اليهودي.

### الله خالق الكون
يؤمن اليهود أن الله هو خالق الكون. ولكن بعض اليهود الأرثوذكس لا يقولون بالتفسير الحرفي لقصة الخلق في سفر التكوين، وحسب هذا الرأي، فإن اليهودية لا تناقض النموذج العلمي الذي يقضي بأن عمر الكون يزيد على 13.77 مليار سنة. كتب نوربرت ماكس سامويلسون «إن سؤال تأريخ الكون لم يكن في عمره سؤالًا في الفلسفة اليهودية، لأن هذه الفلسفة لم تعتبر أن المعنى الحرفي للكتاب المقدس هو المعنى الحقيقي الموحى».
مع أن الموقف اليهودي العام هو أن الله خلق الكون من العدم، فإن الحاخام مارك أنجل كتب أنه تاريخيًّا، «كان في التراث اليهودي ممانعة عامة لتدبر الجوانب الميتافيزيقية للخلق»:

من الأشياء التي تؤكدها اليهودية هي أن الله خلق الكون في الحقيقة، وأن العملية التطورية لم تجرِ من تلقاء نفسها ولكن حفزها الله.
عندما تكلم الكتاب المقدس عن خلق الكون في ستة أيام، فلعله كان يتكلم على نحو مجازيّ. إن كلمة يوم (في العبرية: يوم) في قصة الخلق، يصعب فهمها على أنها اليوم الذي هو أربع وعشرون ساعة. وفي النهاية، فإن الشمس نفسها لم تخلق حتى «اليوم» الرابع، لذا يستحيل فهم الأيام تلك على أنها الأيام التي نعرفها. وإذا أردنا أن نفهم الأمر بطريقة أدق، قلنا إن القصة أن الله خلق الكون في ستة مراحل، وقد تكون كل مرحلة ملايين من السنين، أو أربعًا وعشرين ساعة، أو ثواني. باختصار: تؤكد اليهودية أن الله خلق الكون، أي خلقه على مراحل، ولم يزل يحافظ عليه ويحكمه. ولا تعَد تفاصيل الخلق أمرًا مركزيًّا في الفكر اليهودي.
كتب موسى بن ميمون أنه «بفضل وجود الخالق، وُجد كل شيء»، ويقول في كتابه دلال الحائرين (2:13) «إن الزمن نفسه جزء من الخلق»، ومن ثم «فإن الله إذا وصف قبل الخلق، فإن مفهوم الوقت يجب ألا يُفهَم بطريقة عادية أو حرفية». وناقش الفيلسوف اليهودي جوزيف ألبو ابن القرن الخامس عشر في كتابه الإكاريم مسألة وجود نوعين من الزمان: «الوقت المقيس الذي يعتمد على الحركة، والوقت المطلق»، وهذا الثاني لا أصل له، وهو «فضاء لا متناه من الزمن كان موجودًا قبل خلق الكون». يقول ألبون «مع أنه من الصعب فهم وجود الله في هذه الفترة، فإنه يصعب أيضًا تصور الله خارج المكان». وصل كتاب يهود آخرون إلى آراء مختلفة، منهم العالم ابن القرن الثالث عشر بحي بن عاشر بن حلاوة، وابن القرن السادس عشر موسى ألموسنينو، وابن القرن الثامن عشر المعلم نحمان البراتسلافي، الذي شرح رأيًا شبيهًا بالآراء المسيحية الأفلاطونية المحدثة التي اعتنقها بوثيوس، وهي أن الله «يعيش في حاضر سرمدي» هو فوق الزمن كله.

## التاريخ والتطور
ظهرت عدة صياغات للعقائد اليهودية، وظهرت معها نقاشات عن عدد المبادئ الرئيسة. فعلى سبيل المثال، يعدّ الحاخام جوزيف ألبو في كتابه سفر ها إيكاريم ثلاثة مبادئ للإيمان، أما موسى بن ميمون فيعدّ ثلاثة عشر. حاول بعض الحاخامات بعد ذلك أن يوفقوا بين الاختلافات، وقالوا إن مبادئ موسى بن ميمون غطت نفس ما غطته مبادئ ألبو الثلاثة، وأبرزت السلطات الحاخامية في القرون الوسطى قوائم أخلاى يبدو أنها تتسامح مع درجة معينة من اختلاف الآراء العقدية.

### التحول إلى اليهودية
تختلف اليهودية عن كثير من الأديان الأخرى، إذ ليس فيها محاولات قوية من أجل أن يتحول غير اليهود إلى اليهودية، ولو أن التحول الرسمي مسموح. فالتقوى حسب الإيمان اليهودي غير محصورة بالذين قبلوا الدين اليهودي. والمتقون من الأمم الذين يلتزمون بعهد نوح وبنيه، يكونون من أصحاب السعادة في الآخرة. هذا الفهم لحالة غير اليهود جعل مسألة التبشير غير مهمة في الرأي اليهودي.